# Carlo Scorza
Carlo Scorza (Paola, 15 giugno 1897 – San Godenzo, 23 dicembre 1988) è stato un politico, giornalista e generale italiano della MVSN oltre che l'ultimo Segretario del Partito Nazionale Fascista.

## Biografia

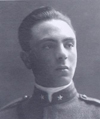
Carlo Scorza durante la prima guerra mondiale

Nel 1912, insieme alla famiglia, si trasferisce dalla Calabria a Lucca, dove si diplomerà in ragioneria. Allo scoppio della prima guerra mondiale si arruola come volontario nei Bersaglieri, e poi nei Reparti d'Assalto, gli Arditi, raggiungendo nel corso del conflitto il grado di tenente e meritando tre medaglie di bronzo al valor militare. Il 14 dicembre 1920 si iscrive ai Fasci di Combattimento che poi si trasformeranno nel Partito Nazionale Fascista (PNF). Nello stesso anno, diventa giornalista professionista.

### I fatti di Valdottavo
Dirige le squadre d'azione lucchesi ed è organizzatore della spedizione di Valdottavo (frazione di Borgo a Mozzano), conclusasi il 22 maggio 1921 con la morte di due squadristi e il ferimento di numerosi altri che viaggiavano a bordo del camion caduto in una scarpata a causa dei massi fatti precipitare, stando alla versione di Scorza, dagli antifascisti. Indagini successive, tuttavia, collegate anche alla contemporanea uccisione del casellante Porciani di Ponte a Moriano, testimone dei fatti, indicano che il mandante dell'eccidio (e dell'omicidio) fu proprio Scorza, assieme a Lorenzo Grossi e Andrea Ballerini

### Deputato del PNF
Prende parte alla Marcia su Roma dell'ottobre 1922, come Comandante delle tre legioni della Lucchesia, confluite a Civitavecchia, ed è Segretario Federale di Lucca del PNF dal 1921 al 1929. È eletto deputato alla Camera nel 1924. 
Controverso appare il ruolo giocato dal "Federale" lucchese nella vicenda dell'aggressione di tipo squadristico subita da Giovanni Amendola il 20 luglio 1925 nei pressi di Pieve a Nievole. Il giorno precedente il deputato liberale era giunto a Montecatini Terme per la cura delle acque; sparsasi la voce del suo arrivo, sin dal mattino del 20 davanti all'albergo nel quale alloggiava (l'Hotel La Pace) si formò un assembramento di facinorosi intenti a contestarne la presenza. Facendosi la dimostrazione sempre più minacciosa e trascorrendo la giornata senza che dal Comando di Lucca giungessero i rinforzi richiesti dai carabinieri locali, si temeva che la folla tumultuante accalcata dinanzi all'ingresso principale penetrasse nell'albergo e mettesse le mani sul parlamentare antifascista. I dirigenti del Fascio montecatinese informarono della situazione Scorza, il quale, giunto tempestivamente dal capoluogo e preoccupato di scongiurare una replica del delitto Matteotti (che l'anno prima aveva posto Mussolini in grave difficoltà), si propose come desideroso di tutelare l'incolumità di Amendola facendolo fuggire di nascosto, ricorrendo a tale scopo a un escamotage. 
L'agguato allo stesso Amendola, successivamente verificatosi fuori città, era evidentemente finalizzato a proseguire - fuori dall'occhio del pubblico - il progetto aggressivo degli squadristi che si erano mobilitati da giorni.
La posizione autorevole raggiunta da Scorza nel corso degli anni '30 gli permise di dedicarsi all'eliminazione di personaggi a lui sgraditi nel territorio della Provincia di Lucca. Le sue azioni furono dirette sia contro gli oppositori interni al partito (fra cui Oscar Galleni di Pietrasanta, e i fratelli Pennacchi di Castelnuovo), sia contro l'ex deputato demosociale Tullio Benedetti, da tempo nel mirino di Scorza e del fratello Giuseppe per un accertamento fiscale (probabilmente opera dello stesso G.S.); Benedetti fu quindi costretto al confino, poi, a seguito di indagini da parte di un inviato di Mussolini, gli fu permesso il rientro a Lucca, a condizione che finanziasse la Banca di Lucca (amministrata da Giuseppe Scorza). La volontà di Benedetti nel rimodulare l'importo da versare nella Banca (in grave dissesto finanziario e in procinto di essere rilevata dalla Banca Nazionale del Lavoro) fece sì che, al termine dell'assemblea dei soci, l'ex deputato fosse picchiato.
Un accanimento, quello degli Scorza, probabilmente dovuto alla presunta pericolosità di Benedetti, "[...] ben addentro alla storia della cancrena politico-affaristica del fascismo dei primi anni Venti connessa con il delitto Matteotti e aveva dimestichezza con le vicende dei memoriali e dei dossier che facevano risalire a Mussolini e ai vertici del partito la responsabilità del deputato socialista".
Scorza diviene direttore de L'Intrepido, settimanale dei fasci di combattimento di Lucca e Pisa. È tra i fondatori del giornale Il Popolo Toscano e, dal 1931, è direttore di Gioventù Fascista. Nel 1928 diviene Presidente della F.N.A.I. (Federazione Nazionale Arditi d'Italia). Nel 1928-1929 Scorza è anche Commissario straordinario del partito per la Federazione di Forlì. 
È riconfermato deputato nel 1929 e nel 1934 fu membro del Direttorio Nazionale del PNF (1929-1931), nel dicembre del 1932 viene censurato da Mussolini per aver ecceduto nella polemica contro le organizzazioni cattoliche.
Partecipa come Ufficiale alla guerra d'Etiopia, nella Divisione CC.NN. "1º Febbraio",  venendo decorato con due medaglie d'argento e una di bronzo al valor militare successivamente come partecipa come volontario alla guerra civile spagnola, in seno alla Divisione d'Assalto "Littorio", ottenendo una medaglia d'argento e una di bronzo al valor militare. Durante gli anni della segreteria di Achille Starace rimane sostanzialmente in ombra e in posizione polemica contro la burocratizzazione del Partito e dello Stato. La fine della segreteria Starace coincide con la rinascita politica di Scorza: è Consigliere Nazionale della Camera dei Fasci e delle Corporazioni (1939 - 1943), membro della Corporazione della Chimica (1938-1941) e della Corporazione della Siderurgia e Metallurgia (1941-1942), presidente dell'Ente della Stampa (1940-1943) e Vicesegretario nazionale del PNF dal dicembre 1942.
Il 19 aprile 1943 viene nominato Segretario del Partito Nazionale Fascista, con il rango di ministro, carica che mantiene fino al 25 luglio 1943.

### Il 24 luglio e la nascita della RSI
È il primo a informare Mussolini del contenuto dell'Ordine del giorno che Grandi avrebbe presentato alla seduta del Gran Consiglio del Fascismo del 24 luglio 1943, quindi concorda con il Duce un Ordine del giorno del PNF che poi sarebbe stato messo ai voti subito dopo quello di Grandi (nei confronti del quale Scorza esprime voto contrario). Ma dopo la votazione sull'O.d.g. Grandi (che raccolse solo sette voti contrari tra cui il suo), non fu votato alcun altro Ordine del giorno. Nella confusione politica seguita alla destituzione e all'arresto di Mussolini, prima si nasconde, sottraendosi alla cattura, poi si offre di collaborare al governo di Pietro Badoglio e resta indisturbato fino all'8 settembre.
Per tale motivo, dopo la nascita della Repubblica Sociale Italiana, verrà arrestato con l'accusa di tradimento. Compare come testimone al processo di Verona contro Galeazzo Ciano e gli altri gerarchi. Processato a Parma nell'aprile del 1944 e difeso dall'avvocato Paolo Toffanin (1890-1971), fratello del più noto Giuseppe Toffanin, viene liberato per intervento diretto del Duce. Si trasferirà, successivamente, a Cortina d'Ampezzo (BL).

### La morte
Al termine della seconda guerra mondiale si rifugia a Gallarate (Varese). Scoperto e arrestato nell'agosto del 1945, riesce a evadere riparando in Argentina. Intanto ha luogo il processo per l'aggressione ad Amendola: in primo grado i giudici pistoiesi riconobbero la colpevolezza di tutti gli imputati condannandoli a 30 anni di reclusione per concorso in omicidio premeditato, a piena conferma della tesi accusatoria che voleva un collegamento tra l'aggressione patita e il decesso di Amendola. Secondo la sentenza, Scorza, di concerto con i dirigenti del Fascio montecatinese, avrebbe tratto volutamente in inganno il leader dell'opposizione, mostrandoglisi preoccupato per la gravità della situazione ma al solo scopo di farlo cadere nel tranello architettato. 
L'incongruenza delle conclusioni della corte d'assise rispetto a quanto emerso in dibattimento indusse la Cassazione ad accogliere parzialmente il ricorso presentato dalla difesa degli imputati, rinviando il processo dinanzi alla corte d'appello di Perugia: qui la vicenda giudiziaria giunse a conclusione nell'ottobre 1950, con l'assoluzione di tutti gli imputati per insufficienza di prove.
Rientrato in Italia nel 1969, si trasferisce in un piccolo comune vicino a Firenze, dove muore nel 1988. Ha scritto un memoriale sulla seduta del Gran Consiglio del Fascismo del 24 luglio 1943.

## Nella cultura di massa
- Nella serie TV del 2024 La lunga notte - La caduta del Duce Carlo Scorza è interpretato da Clemente Panarella.